# Associazione Calcio Milan 2010-2011
Questa voce raccoglie le informazioni riguardanti l'Associazione Calcio Milan nelle competizioni ufficiali della stagione 2010-2011.

## Stagione

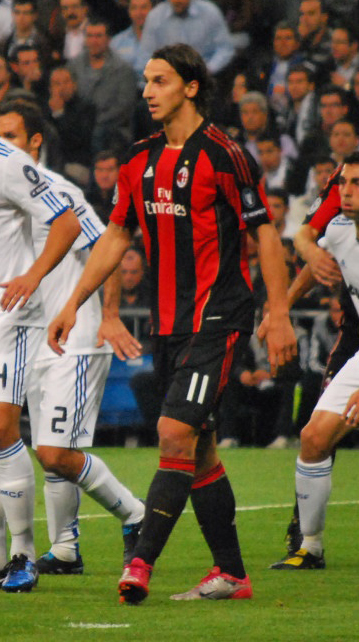
Zlatan Ibrahimović, principale acquisto dell'estate 2010.

Dopo il terzo posto conseguito nel campionato 2009-10, il Milan cambia allenatore: a sostituire il dimissionario Leonardo, viene chiamato l'ex tecnico del Cagliari Massimiliano Allegri. Per quanto riguarda la rosa, la dirigenza rossonera è chiamata a fronteggiare numerose partenze: lasciano infatti il capoluogo lombardo gli attaccanti Huntelaar e Borriello (a stagione iniziata), il portiere Dida, i difensori Kaladze e Favalli (che annuncia il proprio ritiro). Per ovviare alle assenze, vengono acquistati Amelia, Yepes e Papastathopoulos. Gli arrivi più importanti si concentrano, tuttavia, in chiusura di mercato: a centrocampo giunge Boateng mentre per il reparto offensivo vengono presi Ibrahimović dal Barcellona (dopo un solo anno in Spagna) e Robinho dal Manchester City, operazioni che costano alla società 42 milioni complessivi di euro. La formazione esordisce in campionato con una netta vittoria ai danni del Lecce, gara in cui Inzaghi raggiunge la quota di 122 gol in rossonero. Già alla seconda giornata, arriva però il primo passo falso: sul campo del neopromosso Cesena, assente in massima categoria dal 1991, i milanesi cadono per 2-0. Al debutto nella fase a gironi di Champions League, una doppietta di Ibrahimović vale invece la vittoria con l'Auxerre. Dopo due pareggi contro Catania e Lazio (entrambi per 1-1), un altro gol dello svedese significa, inoltre, il ritorno al successo in campionato nella partita con il Genoa: all'affermazione contro i liguri ne seguono altre 3, mentre in Europa il Diavolo è costretto dapprima al pari dell'Ajax e viene poi sconfitto dal Real Madrid. Nella sfida di ritorno con i Blancos, la squadra di Allegri passa in svantaggio al 45' riuscendo poi a rimontare con due reti di Inzaghi: in pieno recupero, gli iberici trovano però il definitivo 2-2. Nel successivo turno di campionato, il Milan ottiene un successo che - a conti fatti - si rivelerà fondamentale: il 2-3 ottenuto a Bari coincide con l'innovazione tattica di Allegri che costituirà una svolta. L'allenatore varia infatti modulo, passando dall'iniziale 4-3-3 al 4-3-1-2 in cui la linea centrale è composta principalmente di mediani: una difesa solida e il centrocampo muscolare rappresentano i punti di forza dello schieramento, il quale prevede anche un trequartista (Seedorf o Boateng) a supporto di Ibrahimović e Robinho. La squadra trova così il giusto equilibrio tattico, ottenendo il comando solitario (che non sarà più lasciato sino al termine del torneo) nel mese di novembre. L'adozione di tale modulo comporta la progressiva esclusione di Ronaldinho, il quale verrà ceduto nel mercato invernale, e anche di Pirlo, a cui a fine stagione non verrà rinnovato il contratto.

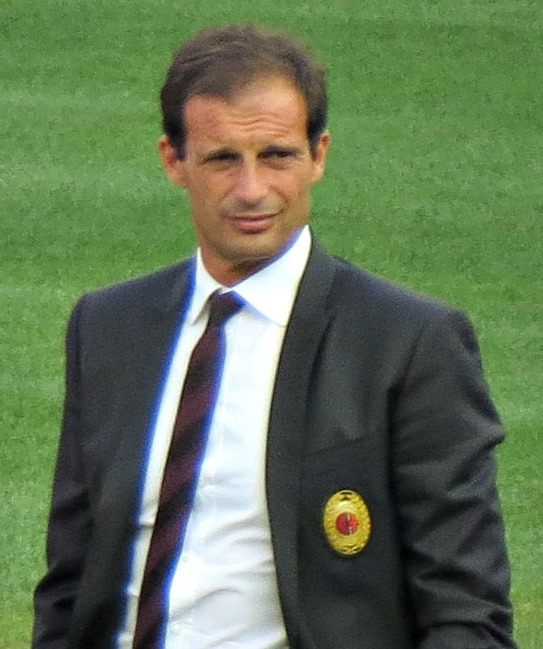
Max Allegri centra lo scudetto nella stagione d'esordio al Milan.

I rossoneri superano quindi la fase a gruppi della massima competizione europea, accedendo agli ottavi di finale. L'anno solare viene concluso da una sconfitta di misura con la Roma, causata dalla rete dell'ex Borriello. La compagine meneghina conquista comunque il titolo d'inverno, chiudendo il girone di andata con 4 punti di vantaggio sul Napoli. La finestra di gennaio vede poi il club procedere ad altri acquisti, per rimediare ai numerosi infortuni che colpiscono soprattutto il centrocampo. Il tabellone ad eliminazione diretta della Champions League oppone il Diavolo agli inglesi del Tottenham, che si impongono nella partita di andata con gol di Crouch. Dopo il fischio finale, Gattuso rimane coinvolto in uno scontro fisico con Joe Jordan (viceallenatore avversario e, peraltro, ex calciatore milanista): l'UEFA punisce severamente il fatto, squalificando per 5 giornate il centrocampista. Sul fronte del campionato, risulta decisiva la vittoria nello scontro diretto con i partenopei: il 3-0 spedisce infatti i campani a −6. In Europa, la formazione non riesce tuttavia a ribaltare lo svantaggio: nel retour match con gli Spurs ottiene un pari senza reti, che causa l'eliminazione dal torneo. Un altro passo a vuoto si registra il 19 marzo 2011, quando gli uomini di Allegri si fanno beffare dal Palermo: la sconfitta con i siciliani permette infatti all'Inter di limare il distacco a soli due punti. È proprio il derby della Madonnina, disputato nel turno seguente, a dare la svolta determinante: il 3-0 conseguito dai rossoneri riporta a 5 lunghezze il margine sui rivali. Un'ulteriore vittoria, con lo stesso risultato, a spese della Sampdoria permette di aumentare a 8 punti il divario; segue l'andata delle semifinali di Coppa Italia, in cui il Milan è costretto sul pari dal Palermo.
Il passo decisivo verso lo Scudetto è mosso ad inizio maggio, con lo 0-0 in casa della Roma che assicura il primo posto a 2 giornate dalla conclusione. Svanita la possibilità di vincere anche la coppa nazionale, i rossoneri terminano il torneo alla quota di 82 punti. Si tratta del 18º tricolore per la società, vinto a 7 anni di distanza dall'ultimo.

## Divise e sponsor
Lo sponsor tecnico per la stagione 2010-2011 è Adidas, mentre lo sponsor ufficiale è Fly Emirates.
La divisa è una maglia a strisce verticali della stessa dimensione, rosse e nere, con pantaloncini bianchi e calzettoni neri. La divisa di riserva è completamente bianca, mentre la terza divisa è a maglia e pantaloncini neri con calzettoni neri. Eccezionalmente, in occasione della gara della 37ª giornata del campionato di Serie A in casa contro il Cagliari, il Milan scende in campo con la divisa casalinga della stagione 2011-2012; lo stesso avviene per l'uniforme riservata ai portieri.
| Casa | Casa (37ª Serie A) | Trasferta | Terza divisa | 1ª portiere | 1ª portiere (37ª Serie A) | 2ª portiere |

## Organigramma societario
Dal sito internet ufficiale della società.
Area direttiva
- Presidente: carica vacante[1]
- Vicepresidenti: Adriano Galliani (vicario), Paolo Berlusconi, Gianni Nardi
- Amministratore delegato: Adriano Galliani

Area organizzativa
- Team manager: Vittorio Mentana

Area comunicazione
- Direttore comunicazione: Vittorio Mentana
- Vicedirettore comunicazione: Giuseppe Sapienza

Area marketing
- Ufficio marketing: Laura Masi

Area tecnica
- Direttore sportivo: Ariedo Braida
- Allenatore: Massimiliano Allegri
- Allenatore in seconda: Mauro Tassotti
- Allenatore dei portieri: Marco Landucci
- Collaboratore tecnico: Andrea Maldera
- Preparatori atletici: Daniele Tognaccini (responsabile), Fabio Allevi, Bruno Dominici, Simone Folletti, Sergio Mascheroni, Angelo Magoni

Area sanitaria
- Responsabile sanitario: Gianluca Melegati
- Medici sociali: Maurizio Gevi, Armando Gozzini
- Chiropratico: Alessandro Trabattoni
- Fisioterapisti: Marco Chaulan, Dario Fort, Giorgio Gasparini, Stefano Grani, Roberto Morosi, Marco Paesanti
- Massaggiatore: Endo Tomonori

## Rosa
La rosa e la numerazione sono aggiornate al 31 gennaio 2011.
| N. |                         | Ruolo | Calciatore                      |
| -- | ----------------------- | ----- | ------------------------------- |
| 1  | Italia (bandiera)       | P     | Marco Amelia                    |
| 4  | Paesi Bassi (bandiera)  | C     | Mark van Bommel                 |
| 5  | Stati Uniti (bandiera)  | D     | Oguchi Onyewu                   |
| 7  | Brasile (bandiera)      | A     | Alexandre Pato                  |
| 8  | Italia (bandiera)       | C     | Gennaro Gattuso (vice capitano) |
| 9  | Italia (bandiera)       | A     | Filippo Inzaghi                 |
| 10 | Paesi Bassi (bandiera)  | C     | Clarence Seedorf                |
| 11 | Svezia (bandiera)       | A     | Zlatan Ibrahimović              |
| 13 | Italia (bandiera)       | D     | Alessandro Nesta                |
| 14 | Sierra Leone (bandiera) | C     | Rodney Strasser                 |
| 15 | Grecia (bandiera)       | D     | Sōkratīs Papastathopoulos       |
| 16 | Francia (bandiera)      | C     | Mathieu Flamini                 |
| 17 | Italia (bandiera)       | D     | Massimo Oddo                    |
| 18 | Rep. Ceca (bandiera)    | D     | Marek Jankulovski               |
| 19 | Italia (bandiera)       | D     | Gianluca Zambrotta              |
| 20 | Italia (bandiera)       | D     | Ignazio Abate                   |
| 21 | Italia (bandiera)       | C     | Andrea Pirlo                    |
| 22 | Italia (bandiera)       | A     | Marco Borriello                 |

| N. |                        | Ruolo | Calciatore                   |
| -- | ---------------------- | ----- | ---------------------------- |
| 22 | Uruguay (bandiera)     | D     | Bruno Montelongo             |
| 23 | Italia (bandiera)      | C     | Massimo Ambrosini (capitano) |
| 25 | Italia (bandiera)      | D     | Daniele Bonera               |
| 27 | Ghana (bandiera)       | C     | Kevin-Prince Boateng         |
| 28 | Paesi Bassi (bandiera) | C     | Urby Emanuelson              |
| 30 | Italia (bandiera)      | P     | Flavio Roma                  |
| 32 | Italia (bandiera)      | P     | Christian Abbiati            |
| 33 | Brasile (bandiera)     | D     | Thiago Silva                 |
| 35 | Spagna (bandiera)      | D     | Dídac Vilà                   |
| 51 | Italia (bandiera)      | A     | Giacomo Beretta              |
| 52 | Kazakistan (bandiera)  | C     | Alexander Merkel             |
| 66 | Italia (bandiera)      | D     | Nicola Legrottaglie          |
| 70 | Brasile (bandiera)     | A     | Robinho                      |
| 76 | Colombia (bandiera)    | D     | Mario Yepes                  |
| 77 | Italia (bandiera)      | D     | Luca Antonini                |
| 80 | Brasile (bandiera)     | A     | Ronaldinho                   |
| 90 | Nigeria (bandiera)     | A     | Nnamdi Oduamadi              |
| 99 | Italia (bandiera)      | A     | Antonio Cassano              |

## Calciomercato

### Sessione estiva(dall'1/7 al 31/8)
I nuovi acquisti all'inizio della preparazione estiva sono il portierie Marco Amelia, il difensore della nazionale greca Sōkratīs Papastathopoulos (entrambi dal Genoa), e un altro difensore, Mario Yepes, in scadenza di contratto col Chievo Verona; oltre a loro, più tardi, arriveranno in rossonero il centrocampista ghanese Kevin-Prince Boateng attraverso un'operazione di compartecipazione sempre con il Genoa e il giovane terzino Bruno Montelongo, in prestito dal River Plate Uruguay. In chiusura di mercato arrivano Zlatan Ibrahimović (prestito con diritto di riscatto fissato a 24 milioni) e Robinho.
A lasciare il Milan sono gli svincolati Dida e Favalli, i giocatori a fine prestito Beckham e Mancini, e proprio l'ultimo giorno di mercato gli attaccanti Marco Borriello e Klaas-Jan Huntelaar e il difensore K'akhaber K'aladze.
| Acquisti | Acquisti                  | Acquisti        | Acquisti                          |
| R.       | Nome                      | da              | Modalità                          |
| -------- | ------------------------- | --------------- | --------------------------------- |
| P        | Marco Amelia              | Genoa           | prestito diritto riscatto metà    |
| P        | Ferdinando Coppola        | Atalanta        | riscatto compartecipazione        |
| P        | Marco Storari             | Sampdoria       | fine prestito                     |
| D        | Matteo Darmian            | Padova          | fine prestito                     |
| D        | Digão                     | Crotone         | fine prestito                     |
| D        | Marcus Diniz              | Livorno         | fine prestito                     |
| D        | Elia Legati               | Crotone         | riscatto compr. (0,4 milioni €)   |
| D        | Bruno Montelongo          | River Plate (M) | prestito                          |
| D        | Sōkratīs Papastathopoulos | Genoa           | definitivo (4,5 milioni €)        |
| D        | Mario Yepes               | svincolato      |                                   |
| C        | Kevin-Prince Boateng      | Genoa           | compartecipazione (1,5 milioni €) |
| C        | Cristian Daminuță         | Inter           | definitivo (1 milioni €)          |
| C        | Attila Filkor             | Inter           | definitivo (1 milioni €)          |
| A        | Pierre-Emerick Aubameyang | Lilla           | fine prestito                     |
| A        | Willy Aubameyang          | Eupen           | fine prestito                     |
| A        | Davide Di Gennaro         | Livorno         | fine prestito                     |
| A        | Zlatan Ibrahimović        | Barcellona      | prestito con diritto di riscatto  |
| A        | Robinho                   | Manchester City | definitivo (18 milioni €)         |

| Cessioni | Cessioni                  | Cessioni   | Cessioni                         |
| R.       | Nome                      | a          | Modalità                         |
| -------- | ------------------------- | ---------- | -------------------------------- |
| P        | Ferdinando Coppola        | Siena      | prestito                         |
| P        | Dida                      |            | svincolato                       |
| P        | Marco Storari             | Juventus   | definitivo (4,5 milioni €)       |
| D        | Matteo Darmian            | Palermo    | compartecipazione                |
| D        | Digão                     | Penafiel   | prestito                         |
| D        | Marcus Diniz              | Eupen      | prestito                         |
| D        | Giuseppe Favalli          |            | fine carriera                    |
| D        | K'akhaber K'aladze        | Genoa      | definitivo (0 €)                 |
| D        | Elia Legati               | Padova     | compartecipazione                |
| C        | David Beckham             | LA Galaxy  | fine prestito                    |
| C        | Cristian Daminuță         | L'Aquila   | prestito                         |
| C        | Attila Filkor             | Triestina  | prestito                         |
| C        | Mancini                   | Inter      | fine prestito                    |
| A        | Dominic Adiyiah           | Reggina    | prestito                         |
| A        | Pierre-Emerick Aubameyang | Monaco     | prestito con diritto di riscatto |
| A        | Willy Aubameyang          | Monza      | prestito                         |
| A        | Marco Borriello           | Roma       | prestito con diritto di riscatto |
| A        | Davide Di Gennaro         | Padova     | prestito diritto riscatto metà   |
| A        | Klaas-Jan Huntelaar       | Schalke 04 | definitivo (14 milioni €)        |
| A        | Gianmarco Zigoni          | Genoa      | compartecipazione                |

### Sessione invernale(dal 3/1 al 31/1)
Durante il calciomercato invernale arrivano Mark Van Bommel dal Bayern Monaco e Urby Emanuelson dall'Ajax proprio per rinforzare il reparto centrale (seppur non schierabili in Champions League), più Nicola Legrottaglie dalla Juventus e il giovane Dídac Vilà dall'Espanyol per la difesa.
| Acquisti | Acquisti                  | Acquisti      | Acquisti                   |
| R.       | Nome                      | da            | Modalità                   |
| -------- | ------------------------- | ------------- | -------------------------- |
| D        | Dídac Vilà                | Espanyol      | definitivo                 |
| D        | Nicola Legrottaglie       | Juventus      | definitivo (0 €)           |
| C        | Urby Emanuelson           | Ajax          | definitivo (1,7 milioni €) |
| C        | Mark van Bommel           | Bayern Monaco | definitivo (0 €)           |
| A        | Dominic Adiyiah           | Reggina       | fine prestito              |
| A        | Pierre-Emerick Aubameyang | Monaco        | fine prestito              |
| A        | Willy Aubameyang          | Monza         | fine prestito              |
| A        | Antonio Cassano           | Sampdoria     | definitivo (1,7 milioni €) |
| A        | Alberto Paloschi          | Parma         | riscatto compr.            |

| Cessioni | Cessioni                  | Cessioni      | Cessioni                         |
| R.       | Nome                      | a             | Modalità                         |
| -------- | ------------------------- | ------------- | -------------------------------- |
| D        | Bruno Montelongo          | Bologna       | prestito                         |
| D        | Oguchi Onyewu             | Twente        | prestito                         |
| A        | Dominic Adiyiah           | Partizan      | prestito con diritto di riscatto |
| A        | Pierre-Emerick Aubameyang | Saint-Étienne | prestito con diritto di riscatto |
| A        | Willy Aubameyang          | Kilmarnock    | definitivo                       |
| A        | Alberto Paloschi          | Genoa         | compartecipazione                |
| A        | Ronaldinho                | Flamengo      | definitivo (3 milioni €)         |

## Risultati

### Serie A

#### Girone di andata
| Arbitro: | Peruzzo (Schio) |

|                                            |           |  |
| Pato 16’, 28’ Thiago Silva 23’ Inzaghi 90’ | Marcatori |  |

| Arbitro: | Russo (Nola) |

|                             |           |  |
| Bogdani 31’ Giaccherini 44’ | Marcatori |  |

| Arbitro: | Morganti (Ascoli) |

|             |           |             |
| Inzaghi 45’ | Marcatori | 27’ Capuano |

| Arbitro: | Banti (Livorno) |

|              |           |                 |
| Floccari 81’ | Marcatori | 66’ Ibrahimović |

| Arbitro: | Valeri (Roma) |

|                 |           |  |
| Ibrahimović 49’ | Marcatori |  |

| Arbitro: | Orsato (Schio) |

|  |           |           |
|  | Marcatori | 25’ Pirlo |

| Arbitro: | Gervasoni (Mantova) |

|                             |           |                        |
| Pato 18’, 30’ Robinho 90+3’ | Marcatori | 70’ (aut.) Ibrahimović |

| Arbitro: | Rizzoli (Bologna) |

|             |           |                             |
| Lavezzi 78’ | Marcatori | 22’ Robinho 71’ Ibrahimović |

| Arbitro: | Rocchi (Firenze) |

|                 |           |                                |
| Ibrahimović 82’ | Marcatori | 24’ Quagliarella 65’ Del Piero |

| Arbitro: | Bergonzi (Genova) |

|                         |           |                                   |
| Kutuzaŭ 65’ Barreto 90’ | Marcatori | 4’ Ambrosini 31’ Flamini 72’ Pato |

| Arbitro: | Banti (Livorno) |

|                                             |           |               |
| Pato 19’ Ibrahimović 77’ (rig.) Robinho 83’ | Marcatori | 63’ Bačinovič |

| Arbitro: | Tagliavento (Terni) |

|  |           |                       |
|  | Marcatori | 5’ (rig.) Ibrahimović |

| Arbitro: | Damato (Barletta) |

|                 |           |  |
| Ibrahimović 45’ | Marcatori |  |

| Arbitro: | Mazzoleni (Bergamo) |

|             |           |             |
| Pazzini 59’ | Marcatori | 43’ Robinho |

| Arbitro: | Gervasoni (Mantova) |

|                                        |           |  |
| Boateng 4’ Robinho 28’ Ibrahimović 30’ | Marcatori |  |

| Arbitro: | Rocchi (Firenze) |

|  |           |                                        |
|  | Marcatori | 9’ Boateng 35’ Robinho 60’ Ibrahimović |

| Arbitro: | Damato (Barletta) |

|  |           |               |
|  | Marcatori | 69’ Borriello |

| Arbitro: | Rizzoli (Bologna) |

|  |           |              |
|  | Marcatori | 85’ Strasser |

| Arbitro: | Valeri (Roma) |

|                                                      |           |                                          |
| Pato 45+1’, 82’ Benatia 78’ (aut.) Ibrahimović 90+3’ | Marcatori | 35’, 66’ Di Natale 53’ Sánchez 89’ Denis |

#### Girone di ritorno
| Arbitro: | De Marco (Chiavari) |

|                |           |                 |
| R. Olivera 82’ | Marcatori | 49’ Ibrahimović |

| Arbitro: | Romeo (Verona) |

|                                         |           |  |
| Pellegrino 45’ (aut.) Ibrahimović 90+3’ | Marcatori |  |

| Arbitro: | Tagliavento (Terni) |

|  |           |                             |
|  | Marcatori | 58’ Robinho 85’ Ibrahimović |

| Milano 1º febbraio 2011, ore 20:45 CET 23ª giornata | Milan             | 0 – 0 referto | Lazio | Stadio Giuseppe Meazza (38.809 spett.)\| Arbitro: \| Damato (Barletta) \| |
| Arbitro:                                            | Damato (Barletta) |               |       |                                                                           |

| Arbitro: | Mazzoleni (Bergamo) |

|                    |           |          |
| Floro Flores 45+1’ | Marcatori | 29’ Pato |

| Arbitro: | De Marco (Chiavari) |

|                                         |           |  |
| Seedorf 8’ Cassano 17’ Robinho 61’, 65’ | Marcatori |  |

| Arbitro: | Banti (Livorno) |

|               |           |                      |
| Fernandes 61’ | Marcatori | 25’ Robinho 82’ Pato |

| Arbitro: | Rocchi (Firenze) |

|                                             |           |  |
| Ibrahimović 49’ (rig.) Boateng 77’ Pato 79’ | Marcatori |  |

| Arbitro: | Rizzoli (Bologna) |

|  |           |             |
|  | Marcatori | 68’ Gattuso |

| Arbitro: | Brighi (Cesena) |

|             |           |            |
| Cassano 82’ | Marcatori | 39’ Rudolf |

| Arbitro: | Tagliavento (Terni) |

|           |           |  |
| Goian 10’ | Marcatori |  |

| Arbitro: | Rizzoli (Bologna) |

|                                 |           |  |
| Pato 1’, 62’ Cassano 90’ (rig.) | Marcatori |  |

| Arbitro: | Morganti (Ascoli Piceno) |

|            |           |                     |
| Vargas 79’ | Marcatori | 8’ Seedorf 41’ Pato |

| Arbitro: | Celi (Campobasso) |

|                                            |           |  |
| Seedorf 20’ Cassano 54’ (rig.) Robinho 61’ | Marcatori |  |

| Arbitro: | Mazzoleni (Bergamo) |

|  |           |             |
|  | Marcatori | 82’ Robinho |

| Arbitro: | De Marco (Chiavari) |

|            |           |  |
| Flamini 8’ | Marcatori |  |

| Roma 7 maggio 2011, ore 20:45 CEST 36ª giornata | Roma              | 0 – 0 referto | Milan | Stadio Olimpico (58.083 spett.)\| Arbitro: \| Morganti (Ascoli) \| |
| Arbitro:                                        | Morganti (Ascoli) |               |       |                                                                    |

| Arbitro: | Ciampi (Roma) |

|                                          |           |           |
| Robinho 22’, 35’ Gattuso 24’ Seedorf 77’ | Marcatori | 38’ Cossu |

| Udine 22 maggio 2011, ore 20:45 CEST 38ª giornata | Udinese             | 0 – 0 referto | Milan | Stadio Friuli (29.644 spett.)\| Arbitro: \| Tagliavento (Terni) \| |
| Arbitro:                                          | Tagliavento (Terni) |               |       |                                                                    |

### Coppa Italia

#### Fase finale
| Arbitro: | Ciampi (Roma) |

|                                          |           |  |
| Ibrahimović 19’ Merkel 45+1’ Robinho 65’ | Marcatori |  |

| Arbitro: | Mazzoleni (Bergamo) |

|             |           |               |
| Guberti 51’ | Marcatori | 17’, 22’ Pato |

| Arbitro: | De Marco (Chiavari) |

|                               |           |                           |
| Ibrahimović 4’ Emanuelson 76’ | Marcatori | 14’ Pastore 53’ Hernández |

| Arbitro: | Rocchi (Firenze) |

|                                |           |                   |
| Migliaccio 63’ Bovo 73’ (rig.) | Marcatori | 90+4’ Ibrahimović |

### Champions League

#### Fase a gironi
| Arbitro: | Balaj |

|                      |           |  |
| Ibrahimović 66’, 69’ | Marcatori |  |

| Arbitro: | Brych |

|                 |           |                 |
| El Hamdaoui 23’ | Marcatori | 37’ Ibrahimović |

| Arbitro: | Proença |

|                      |           |  |
| Ronaldo 13’ Özil 14’ | Marcatori |  |

| Arbitro: | Webb |

|                  |           |                        |
| Inzaghi 68’, 78’ | Marcatori | 45’ Higuaín 90+4’ León |

| Arbitro: | Skomina |

|  |           |                                  |
|  | Marcatori | 64’ Ibrahimović 90+1’ Ronaldinho |

| Arbitro: | Bo Larsen |

|  |           |                               |
|  | Marcatori | 57’ de Zeeuw 66’ Alderweireld |

#### Fase ad eliminazione diretta
| Arbitro: | Lannoy |

|  |           |            |
|  | Marcatori | 80’ Crouch |

| Londra 9 marzo 2011, ore 20:45 CET Ottavi di finale - Ritorno | Tottenham    | 0 – 0 referto | Milan | White Hart Lane (34.320 spett.)\| Arbitro: \| De Bleeckere \| |
| Arbitro:                                                      | De Bleeckere |               |       |                                                               |

## Statistiche

### Statistiche di squadra
| Competizione     | Punti | In casa | In casa | In casa | In casa | In casa | In casa | In trasferta | In trasferta | In trasferta | In trasferta | In trasferta | In trasferta | Totale | Totale | Totale | Totale | Totale | Totale | DR  |
| Competizione     | Punti | G       | V       | N       | P       | Gf      | Gs      | G            | V            | N            | P            | Gf           | Gs           | G      | V      | N      | P      | Gf     | Gs     | DR  |
| ---------------- | ----- | ------- | ------- | ------- | ------- | ------- | ------- | ------------ | ------------ | ------------ | ------------ | ------------ | ------------ | ------ | ------ | ------ | ------ | ------ | ------ | --- |
| Serie A          | 82    | 19      | 13      | 4       | 2       | 42      | 12      | 19           | 11           | 6            | 2            | 23           | 12           | 38     | 24     | 10     | 4      | 65     | 24     | +41 |
| Coppa Italia     | -     | 2       | 1       | 1       | 0       | 5       | 2       | 2            | 1            | 0            | 1            | 3            | 3            | 4      | 2      | 1      | 1      | 8      | 5      | +3  |
| Champions League | -     | 4       | 1       | 1       | 2       | 4       | 5       | 4            | 1            | 2            | 1            | 3            | 3            | 8      | 2      | 3      | 3      | 7      | 8      | -1  |
| Totale           | -     | 25      | 15      | 6       | 4       | 51      | 19      | 25           | 13           | 8            | 4            | 29           | 18           | 50     | 28     | 14     | 8      | 80     | 37     | +43 |

### Andamento in campionato
| Giornata  | 1 | 2 | 3  | 4 | 5 | 6 | 7 | 8 | 9 | 10 | 11 | 12 | 13 | 14 | 15 | 16 | 17 | 18 | 19 | 20 | 21 | 22 | 23 | 24 | 25 | 26 | 27 | 28 | 29 | 30 | 31 | 32 | 33 | 34 | 35 | 36 | 37 | 38 |
| --------- | - | - | -- | - | - | - | - | - | - | -- | -- | -- | -- | -- | -- | -- | -- | -- | -- | -- | -- | -- | -- | -- | -- | -- | -- | -- | -- | -- | -- | -- | -- | -- | -- | -- | -- | -- |
| Luogo     | C | T | C  | T | C | T | C | T | C | T  | C  | T  | C  | T  | C  | T  | C  | T  | C  | T  | C  | T  | C  | T  | C  | T  | C  | T  | C  | T  | C  | T  | C  | T  | C  | T  | C  | T  |
| Risultato | V | P | N  | N | V | V | V | V | P | V  | V  | V  | V  | N  | V  | V  | P  | V  | N  | N  | V  | V  | N  | N  | V  | V  | V  | V  | N  | P  | V  | V  | V  | V  | V  | N  | V  | N  |
| Posizione | 1 | 7 | 10 | 8 | 5 | 4 | 2 | 2 | 3 | 2  | 1  | 1  | 1  | 1  | 1  | 1  | 1  | 1  | 1  | 1  | 1  | 1  | 1  | 1  | 1  | 1  | 1  | 1  | 1  | 1  | 1  | 1  | 1  | 1  | 1  | 1  | 1  | 1  |

Fonte:  Serie A – Classifiche, su sport.sky.it, Sky Sport. URL consultato il 20 maggio 2014 (archiviato dall'url originale l'11 dicembre 2014).
Legenda:

Luogo: C = Casa; T = Trasferta. Risultato: V = Vittoria; N = Pareggio; P = Sconfitta.

### Statistiche dei giocatori
Sono in corsivo i calciatori che hanno lasciato la società durante la stagione.
| Giocatore           | Serie A  | Serie A | Serie A     | Serie A    | Coppa Italia | Coppa Italia | Coppa Italia | Coppa Italia | Champions League | Champions League | Champions League | Champions League | Totale   | Totale | Totale      | Totale     |
| Giocatore           | Presenze | Reti    | Ammonizioni | Espulsioni | Presenze     | Reti         | Ammonizioni  | Espulsioni   | Presenze         | Reti             | Ammonizioni      | Espulsioni       | Presenze | Reti   | Ammonizioni | Espulsioni |
| ------------------- | -------- | ------- | ----------- | ---------- | ------------ | ------------ | ------------ | ------------ | ---------------- | ---------------- | ---------------- | ---------------- | -------- | ------ | ----------- | ---------- |
| I. Abate            | 29       | 0       | 1           | 1          | 2            | 0            | 0            | 0            | 6                | 0                | 1                | 0                | 37       | 0      | 2           | 1          |
| C. Abbiati          | 35       | -19     | 2           | 0          | 1            | -2           | 0            | 0            | 6                | -3               | 0                | 0                | 42       | -24    | 2           | 0          |
| M. Ambrosini        | 18       | 1       | 5           | 0          | 1            | 0            | 0            | 0            | 4                | 0                | 1                | 0                | 23       | 1      | 6           | 0          |
| M. Amelia           | 4        | -5      | 0           | 0          | 1            | -2           | 0            | 0            | 3                | -5               | 0                | 0                | 8        | -12    | 0           | 0          |
| L. Antonini         | 22       | 0       | 2           | 0          | 4            | 0            | 0            | 0            | 6                | 0                | 2                | 0                | 32       | 0      | 4           | 0          |
| G. Beretta          | 1        | 0       | 0           | 0          | 0            | 0            | 0            | 0            | -                | -                | -                | -                | 1        | 0      | 0           | 0          |
| K. Boateng          | 26       | 3       | 9           | 0          | 1            | 0            | 0            | 0            | 7                | 0                | 2                | 0                | 34       | 3      | 11          | 0          |
| D. Bonera           | 16       | 0       | 3           | 0          | 1            | 0            | 0            | 0            | 3                | 0                | 1                | 0                | 20       | 0      | 4           | 0          |
| M. Borriello        | 1        | 0       | 0           | 0          | -            | -            | -            | -            | -                | -                | -                | -                | 1        | 0      | 0           | 0          |
| A. Cassano          | 17       | 4       | 0           | 1          | 4            | 0            | 0            | 0            | -                | -                | -                | -                | 21       | 4      | 0           | 1          |
| U. Emanuelson       | 9        | 0       | 0           | 0          | 2            | 1            | 0            | 0            | -                | -                | -                | -                | 11       | 1      | 0           | 0          |
| M. Flamini          | 22       | 2       | 3           | 0          | 2            | 0            | 0            | 0            | 5                | 0                | 3                | 0                | 29       | 2      | 6           | 0          |
| G. Gattuso          | 31       | 2       | 7           | 0          | 2            | 0            | 2            | 0            | 5                | 0                | 3                | 0                | 38       | 2      | 12          | 0          |
| Z. Ibrahimović      | 29       | 14      | 8           | 2          | 4            | 3            | 1            | 0            | 8                | 4                | 1                | 0                | 41       | 21     | 10          | 2          |
| F. Inzaghi          | 6        | 2       | 0           | 0          | 0            | 0            | 0            | 0            | 3                | 2                | 0                | 0                | 9        | 4      | 0           | 0          |
| M. Jankulovski      | 5        | 0       | 0           | 0          | 1            | 0            | 0            | 0            | 1                | 0                | 1                | 0                | 7        | 0      | 1           | 0          |
| N. Legrottaglie     | 1        | 0       | 0           | 0          | 0            | 0            | 0            | 0            | 0                | 0                | 0                | 0                | 1        | 0      | 0           | 0          |
| A. Merkel           | 6        | 0       | 1           | 0          | 2            | 1            | 0            | 0            | 2                | 0                | 0                | 0                | 10       | 1      | 1           | 0          |
| B. Montelongo       | 0        | 0       | 0           | 0          | 0            | 0            | 0            | 0            | -                | -                | -                | -                | 0        | 0      | 0           | 0          |
| A. Nesta            | 26       | 0       | 2           | 0          | 2            | 0            | 0            | 0            | 7                | 0                | 2                | 0                | 35       | 0      | 4           | 0          |
| M. Oddo             | 7        | 0       | 1           | 0          | 3            | 0            | 1            | 0            | 0                | 0                | 0                | 0                | 10       | 0      | 2           | 0          |
| N. Oduamadi         | 1        | 0       | 0           | 0          | 0            | 0            | 0            | 0            | 0                | 0                | 0                | 0                | 1        | 0      | 0           | 0          |
| O. Onyewu           | 0        | 0       | 0           | 0          | -            | -            | -            | -            | -                | -                | -                | -                | 0        | 0      | 0           | 0          |
| S. Papastathopoulos | 5        | 0       | 1           | 0          | 2            | 0            | 1            | 0            | 0                | 0                | 0                | 0                | 7        | 0      | 2           | 0          |
| A. Pato             | 25       | 14      | 3           | 0          | 3            | 2            | 0            | 0            | 5                | 0                | 1                | 0                | 33       | 16     | 4           | 0          |
| A. Pirlo            | 17       | 1       | 3           | 0          | 3            | 0            | 0            | 0            | 5                | 0                | 0                | 0                | 25       | 1      | 3           | 0          |
| Robinho             | 34       | 14      | 2           | 0          | 4            | 1            | 0            | 0            | 7                | 0                | 1                | 0                | 45       | 15     | 3           | 0          |
| F. Roma             | 1        | 0       | 0           | 0          | 2            | -1           | 0            | 0            | 0                | 0                | 0                | 0                | 3        | -1     | 0           | 0          |
| Ronaldinho          | 11       | 0       | 0           | 0          | 0            | 0            | 0            | 0            | 5                | 1                | 0                | 0                | 16       | 1      | 0           | 0          |
| C. Seedorf          | 30       | 4       | 1           | 0          | 2            | 0            | 0            | 0            | 8                | 0                | 1                | 0                | 40       | 4      | 2           | 0          |
| R. Strasser         | 3        | 1       | 0           | 0          | 0            | 0            | 0            | 0            | 2                | 0                | 1                | 0                | 5        | 1      | 1           | 0          |
| Thiago Silva        | 32       | 1       | 1           | 0          | 3            | 0            | 0            | 0            | 6                | 0                | 0                | 0                | 41       | 1      | 1           | 0          |
| M. van Bommel       | 14       | 0       | 5           | 1          | 2            | 0            | 0            | 1            | -                | -                | -                | -                | 16       | 0      | 5           | 2          |
| D. Vilà             | 1        | 0       | 0           | 0          | 0            | 0            | 0            | 0            | -                | -                | -                | -                | 1        | 0      | 0           | 0          |
| M. Yepes            | 13       | 0       | 1           | 0          | 2            | 0            | 0            | 0            | 2                | 0                | 1                | 0                | 17       | 0      | 2           | 0          |
| G. Zambrotta        | 15       | 0       | 1           | 0          | 0            | 0            | 0            | 0            | 5                | 0                | 2                | 0                | 20       | 0      | 3           | 0          |

## Giovanili

### Organigramma
Area direttiva
- Responsabile settore giovanile: Filippo Galli
- Direttore sportivo e responsabile scouting: Mauro Pederzoli

Area tecnica - Primavera
- Allenatore: Giovanni Stroppa
- Allenatore in seconda: Angelo Castellazzi
- Collaboratore tecnico: Andrea Maldera
- Preparatore portieri: Beniamino Abate
- Medico: Dario Ajelli

Area tecnica - Juniores-Berretti
- Allenatore: Walter De Vecchi
- Allenatore in seconda: Antonello Bolis
- Preparatore portieri: Luigi Romano

Area tecnica - Allievi Nazionali
- Allenatore: Fulvio Fiorin
- Allenatore in seconda: Riccardo Galbiati
- Preparatore portieri: Luigi Romano

Area tecnica - Allievi Regionali "B"
- Allenatore: Cesare Begi
- Allenatore in seconda: Francesco Sità
- Preparatore portieri: Davide Pinato
- Medico: Cristiano Fusi

Area tecnica - Giovanissimi Nazionali
- Allenatore: Roberto Bertuzzo
- Allenatore in seconda: Emanuele Pischetola
- Preparatore portieri: Davide Pinato

Area tecnica - Giovanissimi Regionali "B"
- Allenatore: Marino Marin
- Allenatore in seconda: Lodovico Costacurta
- Preparatore portieri: Francesco Navazzotti

Area tecnica - Giovanissimi Regionali "C"
- Allenatore: Marino Frigerio
- Allenatore in seconda: Alessandro Tonani
- Preparatore portieri: Francesco Navazzotti

Area tecnica - Esordienti "A" 1999
- Allenatore: Valerio Rubagotti
- Allenatore in seconda: Giancarlo Volontieri
- Preparatore portieri: Giuseppe Valsecchi

Area tecnica - Esordienti "B" 1999
- Allenatore: Luca Morin
- Allenatore in seconda: Giancarlo Volontieri
- Preparatore portieri: Giuseppe Valsecchi

Area tecnica - Pulcini 2001
- Allenatore: Walter Biffi
- Allenatore in seconda: Giancarlo Volontieri
- Preparatore portieri: Giuseppe Valsecchi

Area tecnica - Pulcini 2002
- Allenatore: Andrea Biffi
- Allenatore in seconda: Alessandro Toscano
- Preparatore portieri: Giuseppe Valsecchi

### Piazzamenti
- Primavera:
  - Campionato: quarti di finale
  - Coppa Italia: semifinale
  - Torneo di Viareggio: 4º classificato nel gruppo 9 della fase a gironi
  - Supercoppa Primavera: finalista
- Juniores-Berretti:
  - Campionato: semifinale
- Allievi nazionali:
  - Campionato: vincitore[95]
  - Trofeo di Arco "Beppe Viola": 2º classificato nel gruppo C[96]
  - Trofeo "Nereo Rocco": quarti di finale[97]
- Allievi regionali:
  - Campionato: vincitore[98]
- Giovanissimi nazionali:
  - Campionato: ottavi di finale
- Giovanissimi regionali "A":
  - Campionato: 3º classificato
- Giovanissimi regionali "B":
  - Campionato: 2º classificato